# Schimmeley
Schimmeley (auch Schimmelei) ist eine Siedlungswüstung und war bis 1945 ein Weiler von Polwitz im damaligen Landkreis Ohlau in Niederschlesien. Heute liegt die Wüstung in der Landgemeinde Domaniów im Powiat Oławski in der polnischen Woiwodschaft Niederschlesien.

## Geschichte
Der Ort wurde 1232 erstmals als Simanowicz erwähnt. 1393 erfolgte eine Erwähnung als Schemilwicz.
Nach dem Ersten Schlesischen Krieg 1742 fiel Schimmeley zusammen mit dem größten Teil Schlesiens an Preußen. 1783 zählte der Ort ein Vorwerk, eine Mühle und sieben weitere Häuser.
Nach der Neugliederung Preußens gehörte Schimmeley ab 1815 zur Provinz Schlesien und war ab 1816 dem Landkreis Ohlau eingegliedert. 1874 wurde der Amtsbezirk Polwitz  gegründet, welcher die Landgemeinden Kunert, Poppelwitz, Schimmelei und Würben und den Gutsbezirk Polwitz umfasste. 1885 zählte der Ort 59 Einwohner.
Bis 1945 befand sich der Ort im Landkreis Ohlau.
Als Folge des Zweiten Weltkriegs fiel Schimmeley wie fast ganz Schlesien 1945 an Polen. Die deutsche Bevölkerung wurde, soweit sie nicht vorher geflohen war, weitgehend vertrieben. Der Ort wurde nach 1945 nicht neu besiedelt. 